# Irizar Century
Irizar Century – rodzina autokarów średnio- i wysokopokładowych produkowana w latach 1991–2011 przez hiszpańskie przedsiębiorstwo Irizar w Ormaiztegi w Kraju Basków, a także innych zakładach produkcyjnych Irizar na całym świecie.

## Historia
W latach 80. XX wieku Irizar był średniej wielkości hiszpańskim producentem nadwozi autokarów. Roczna produkcja wynosiła wówczas ok. 250 pojazdów. W 1989 r., na stulecie istnienia przedsiębiorstwa, zaprezentowano nowy model autokaru turystycznego Irizar Century, do produkcji wdrożono go natomiast w 1991 r. Wyróżniał się on nietypową jak na tamte czasy stylistyką. Szczególną cechą autokaru był masywny słupek „B”, panoramiczna przednia szyba i mocno pochylona przednia ściana. Elementy te znalazły się także w późniejszych modelach Irizar i stanowią charakterystyczny wyróżnik pojazdów tej marki. Ze względu na wstąpienie Hiszpanii do Unii Europejskiej i jednocześnie panujący w Hiszpanii kryzys, konieczne było nastawienie produkcji na eksport. Nowy model szybko zyskał popularność w Europie. Był produkowany jako zabudowa podwozi innych producentów z wykorzystaniem ich jednostek napędowych. Irizar wykorzystywał konstrukcje takich przedsiębiorstw, jak MAN, Scania, Iveco, Volvo, czy też Mercedes-Benz. Autokar oferowano w dwóch wersjach wysokości nadwozia oraz w różnych wersjach długościowych – dwu- i trzyosiowych. Jednocześnie produkowano także model Irizar Intercentury o niższym nadwoziu przeznaczonym na trasy międzymiastowe i podmiejskie.
W 1997 r. dokonano pierwszej zmiany w konstrukcji modelu Century. Wprowadzono reflektory projektorowe o charakterystycznym kształcie łzy, zmieniono lekko linię szyb bocznych, a także dodano półkoliste przetłoczenia na przedniej i tylnej ścianie pojazdu. Powiększono także ofertę dostępnych długości nadwozia. Kolejnej zmiany dokoanno w 2004 r. Nadano wówczas modelowi Century wiele elementów charakterystycznych dla nowego sztandarowego modelu Irizar – PB. Wprowadzono gładkie podszybie, zmieniono kształt reflektorów, wygładzono ścianę przednią i zastosowano nowy zderzak, co zmniejszyło opory aerodynamiczne autokaru. Modele III generacji nazywano w odróżnieniu od poprzednich New Century. Stosowane w nich jednostki napędowe spełniały europejskie normy emisji spalin Euro 4, a później także Euro 5 i EEV.
Irizar New Century był produkowany w ośmiu wersjach długościowych o wysokości nadwozia 3,67 m i sześciu o wysokości 3,87 m. Istniały także trzy możliwe wersje wyposażenia wnętrza – Standard, Luxe i Grand Luxe. Autokar był wyposażony w toaletę na pokładzie, zestaw audio-wideo oraz system klimatyzacji i ogrzewania Hispacold.
W 2010 r. zaprezentowano nowy model Irizar i6, który stał się następcą opierającego się na konstrukcji sprzed 20 lat modelu Century. Zmiany takie wymusiło głównie wprowadzenie restrykcyjnej normy emisji spalin Euro 6. Tym samym zakończono produkcję modelu Century, jednak pojedyncze egzemplarze na specjalne zamówienie powstawały także później.
Przez okres 20 lat produkcji sprzedano niemal 20 tys. sztuk modelu Century. Przez okres swojej produkcji Irizar Century był jednym z najczęściej kupowanych autokarów przez touroperatorów w Europie i najczęściej kupowanym w Polsce. Łącznie w latach 1996-2010 do Polski trafiło 260 sztuk modelu Century i 33 sztuki modelu Intercentury.

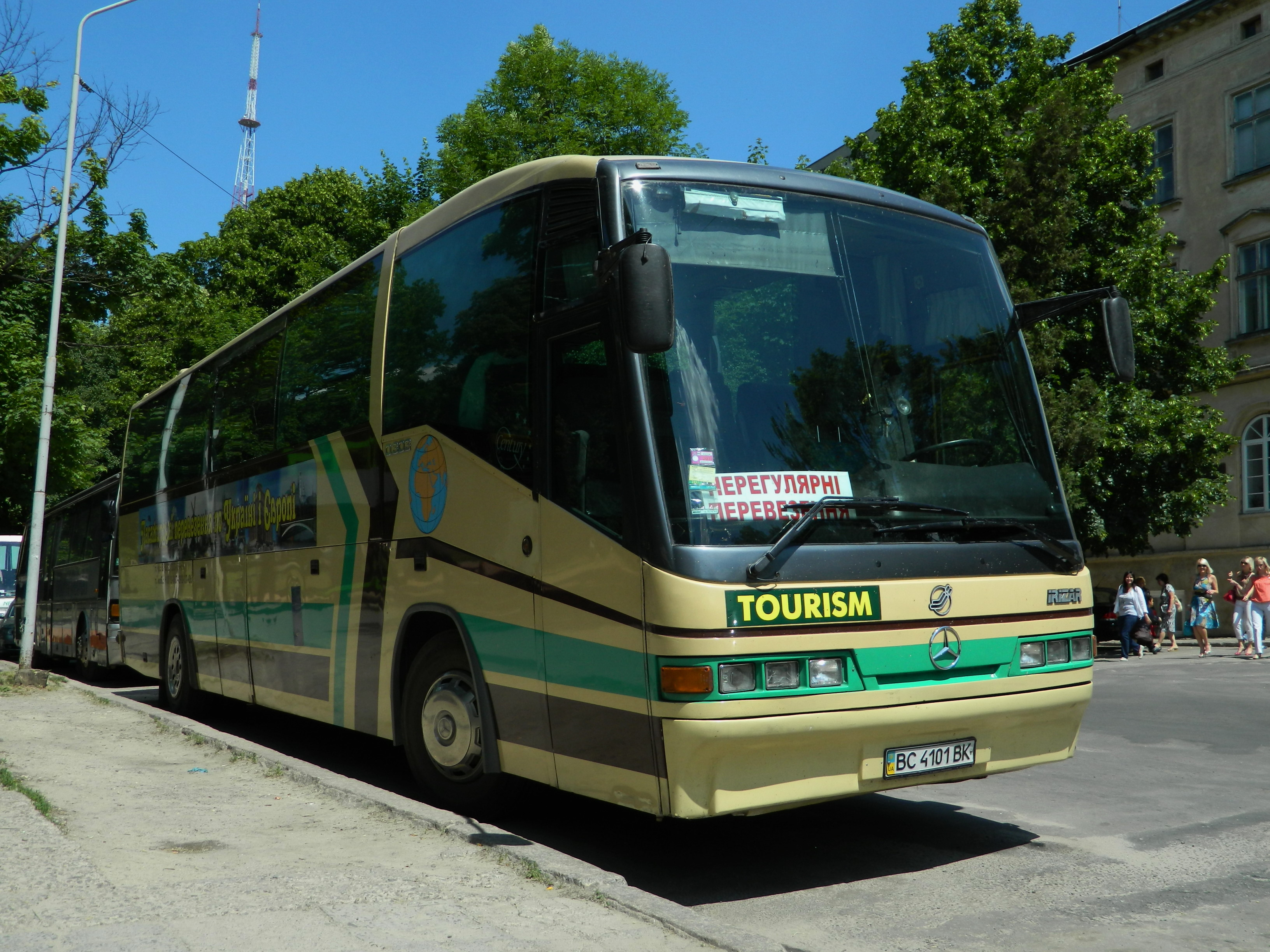
Irizar Century I generacji
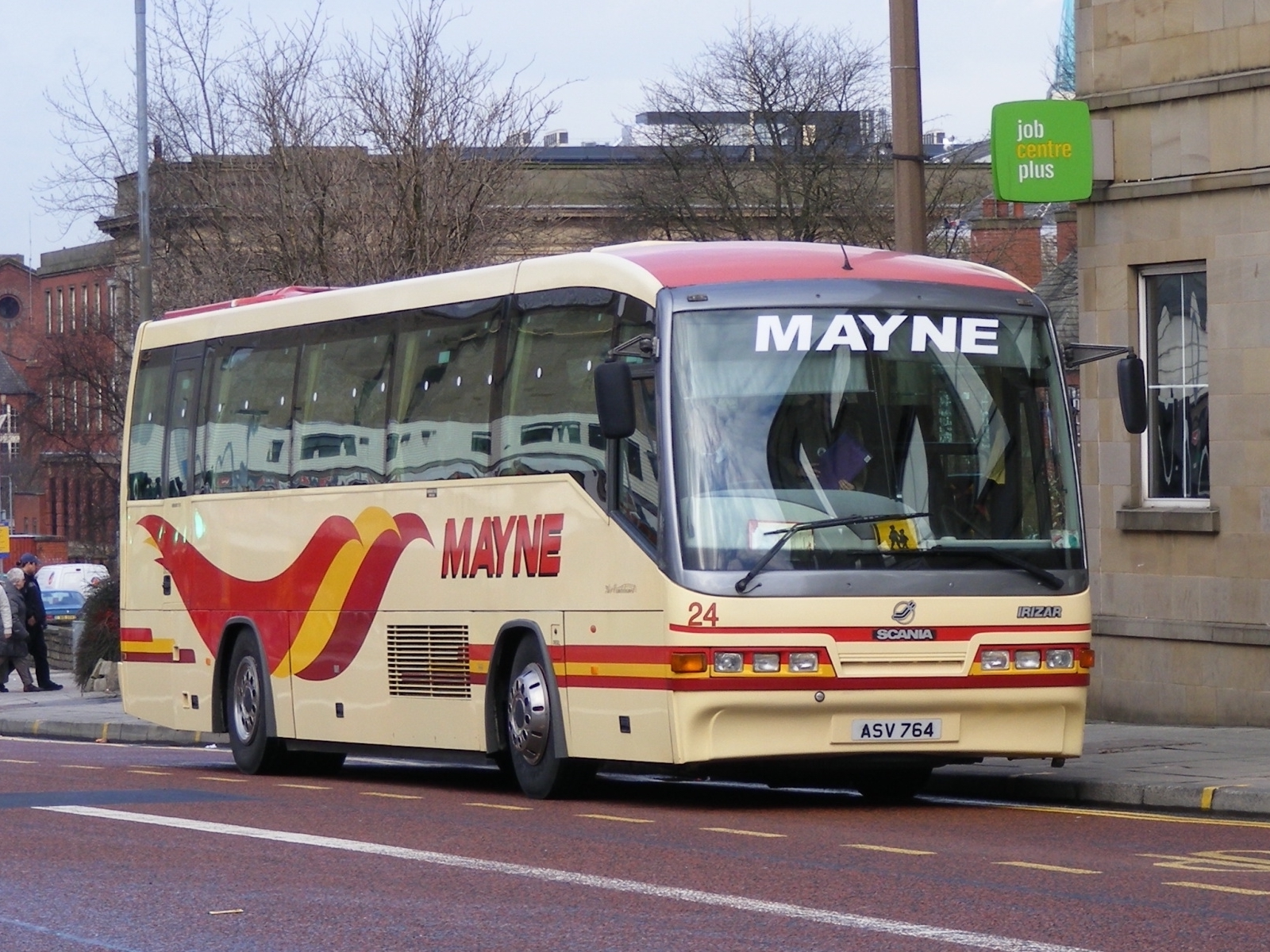
Irizar Intercentury I generacji
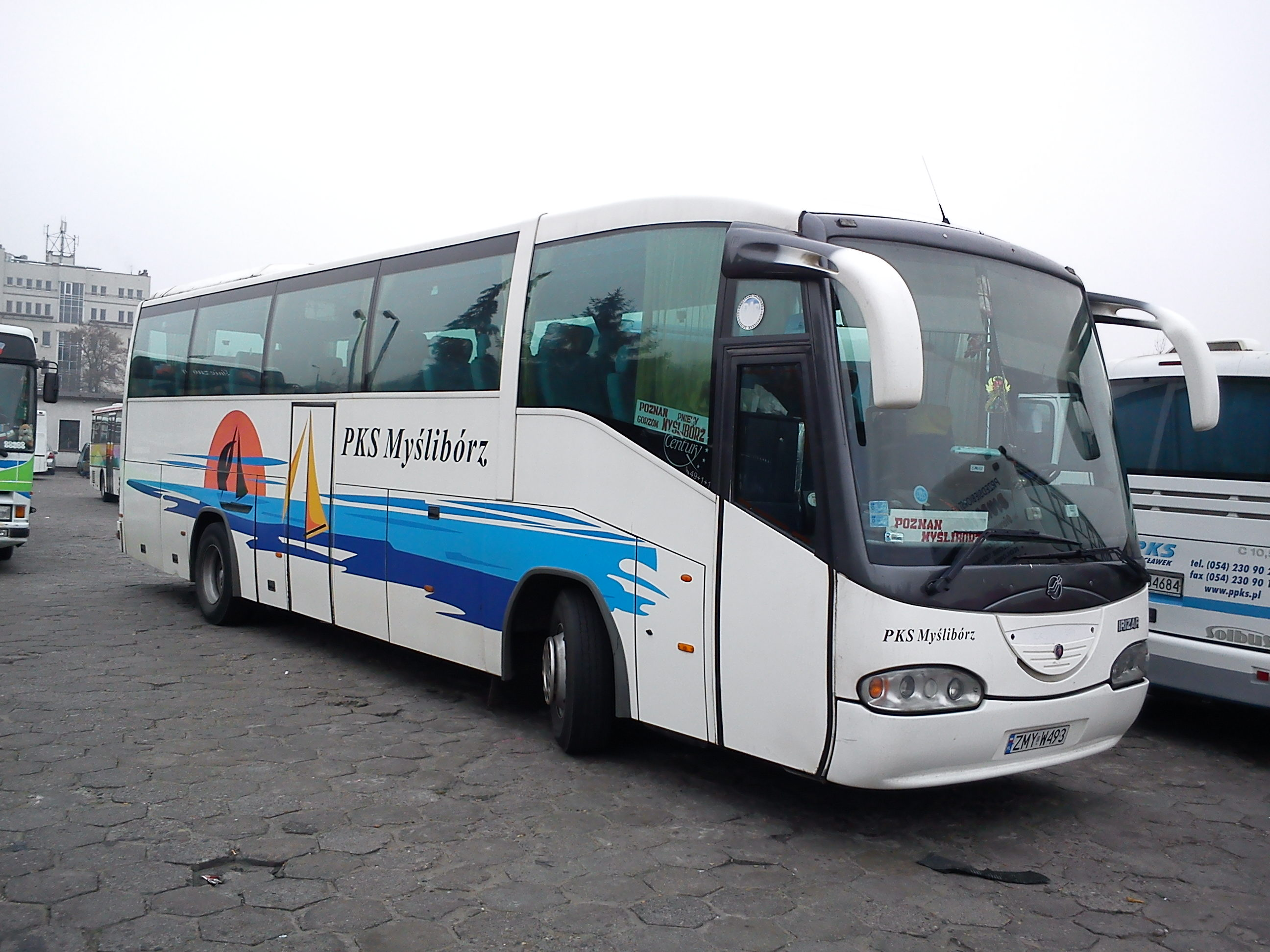
Irizar Century po faceliftingu z 1997 r.
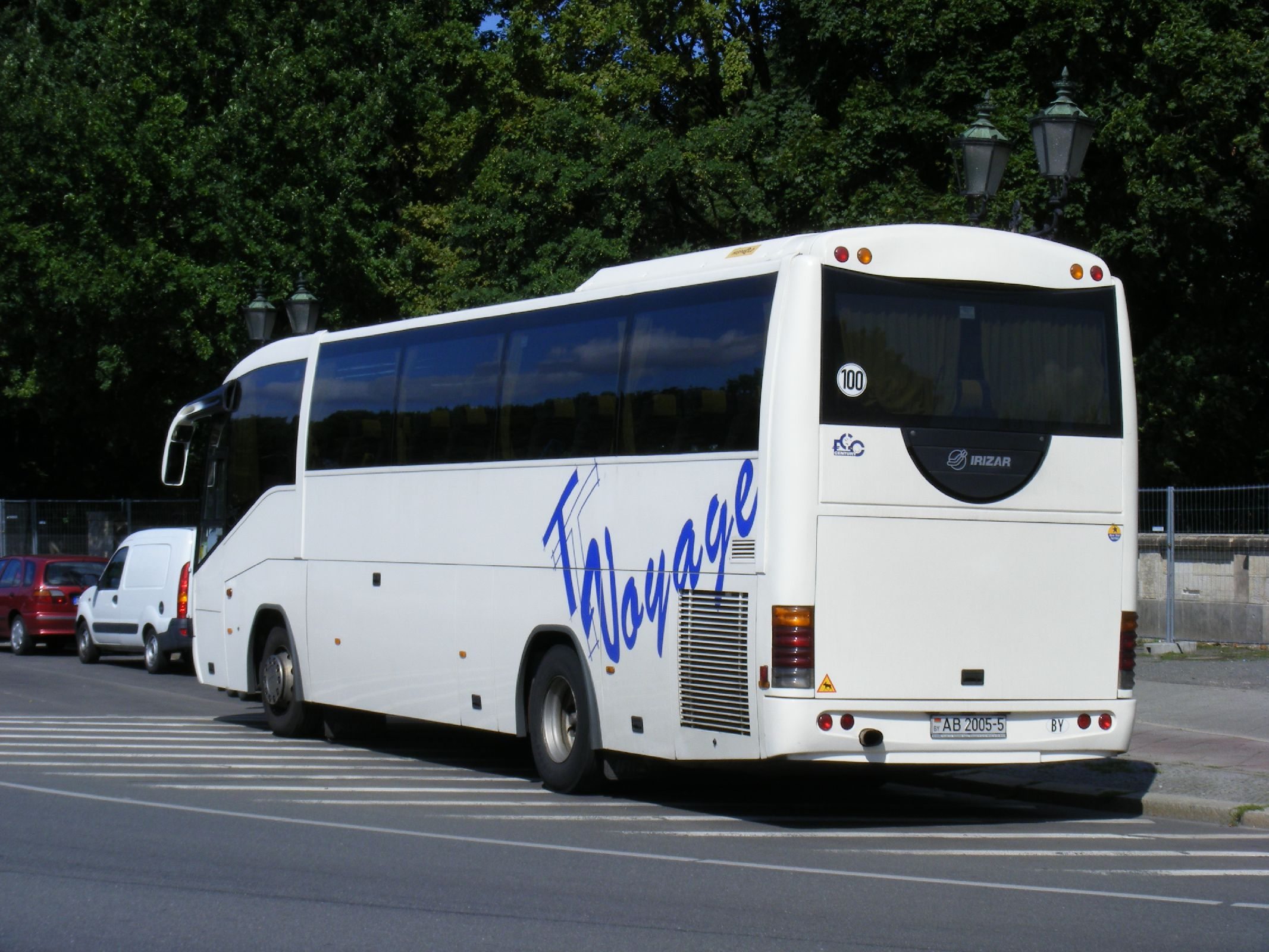
Irizar Century II generacji – widok od tyłu
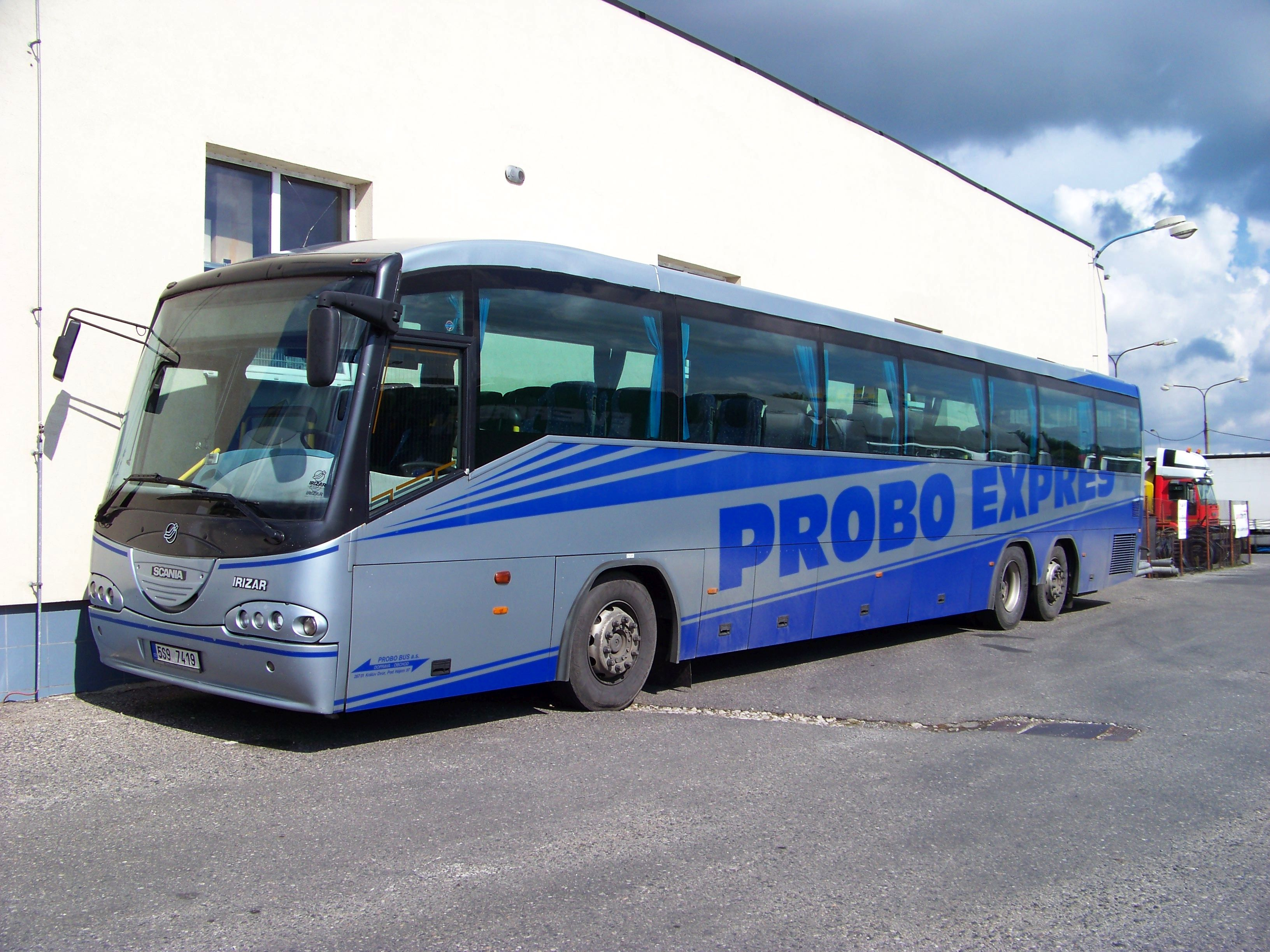
Irizar Intercentury po faceliftingu w wersji 15-metrowej
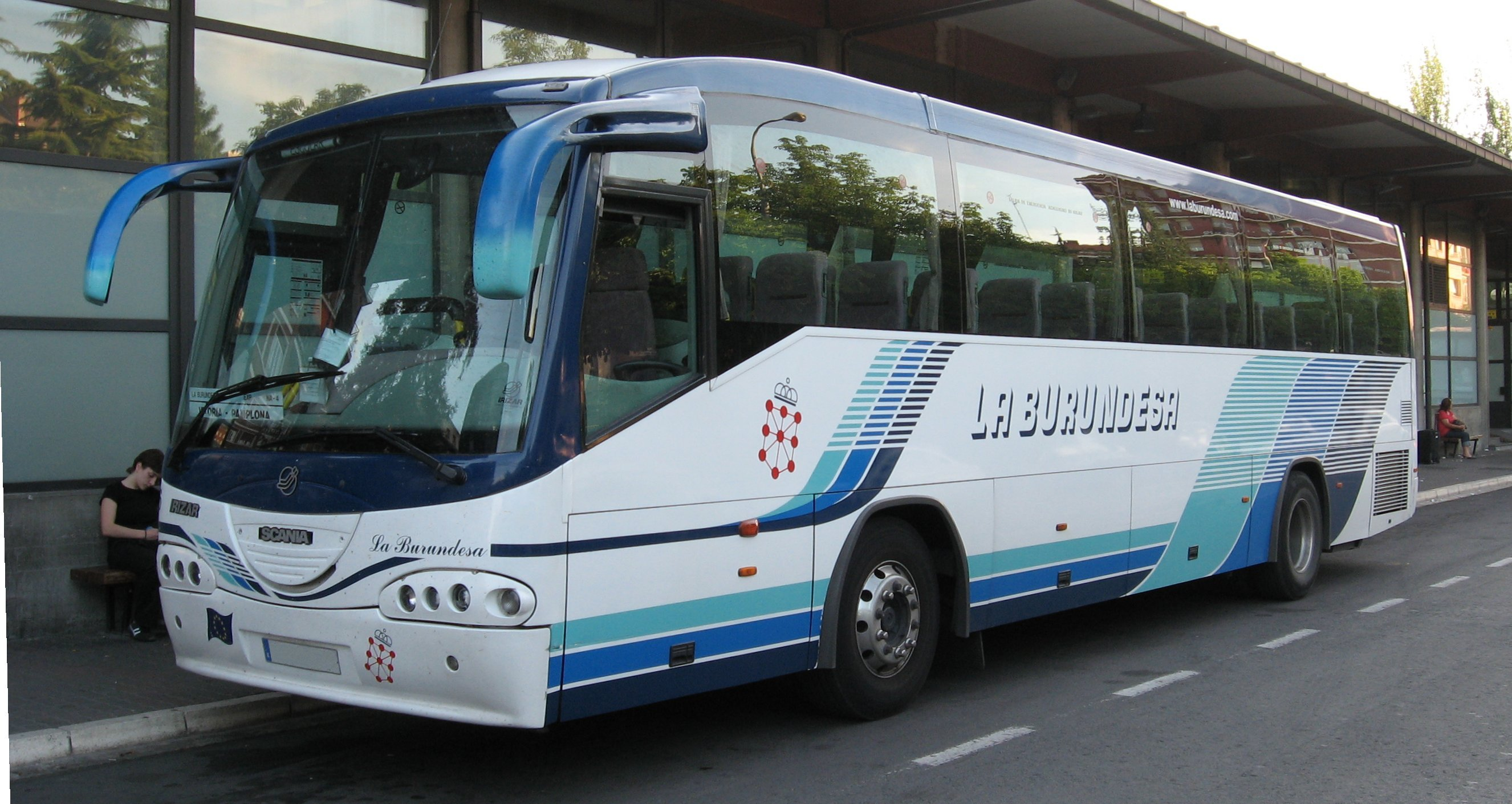
Irizar Intercentury II generacji w wersji 12-metrowej
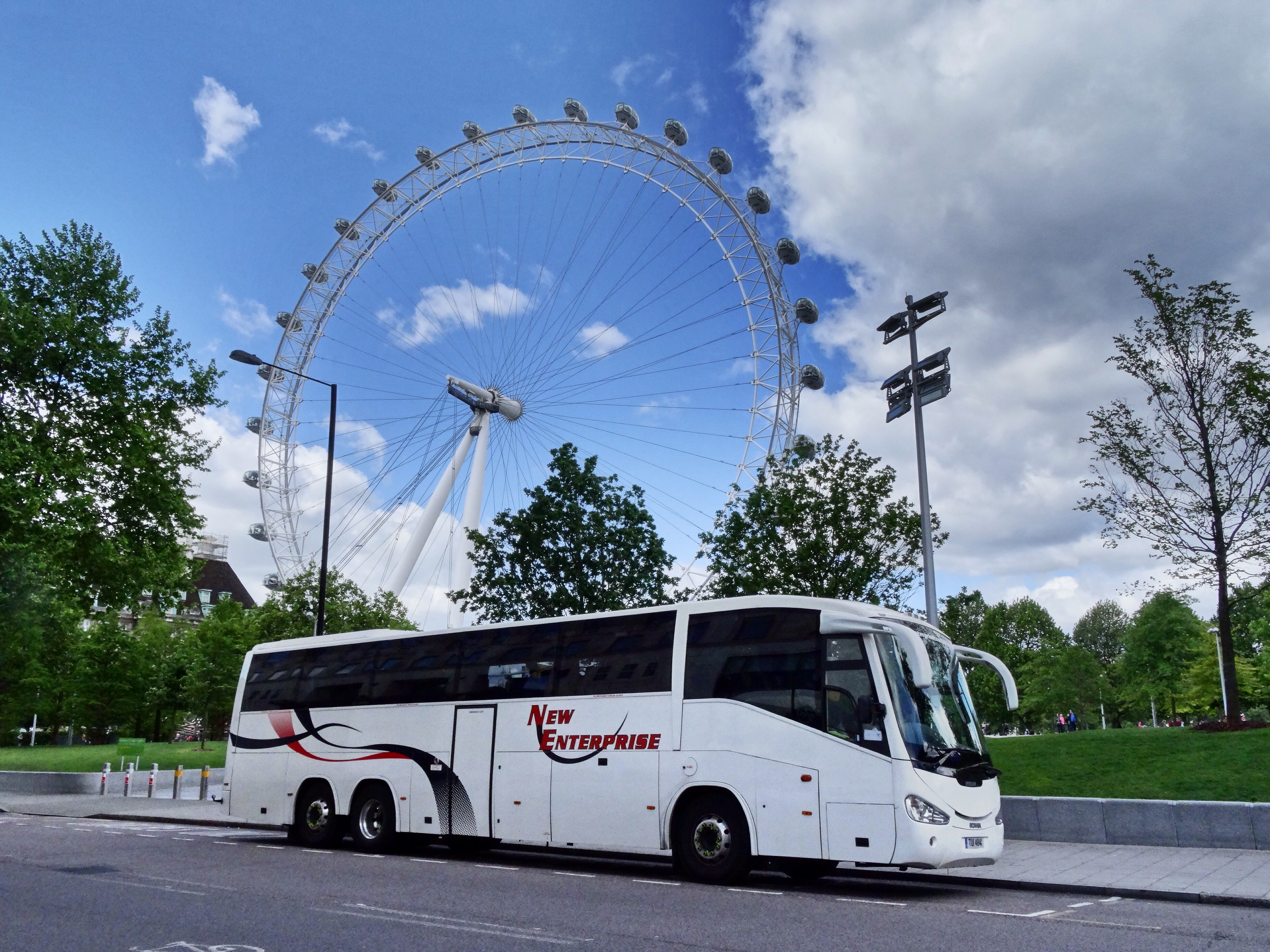
Irizar New Century
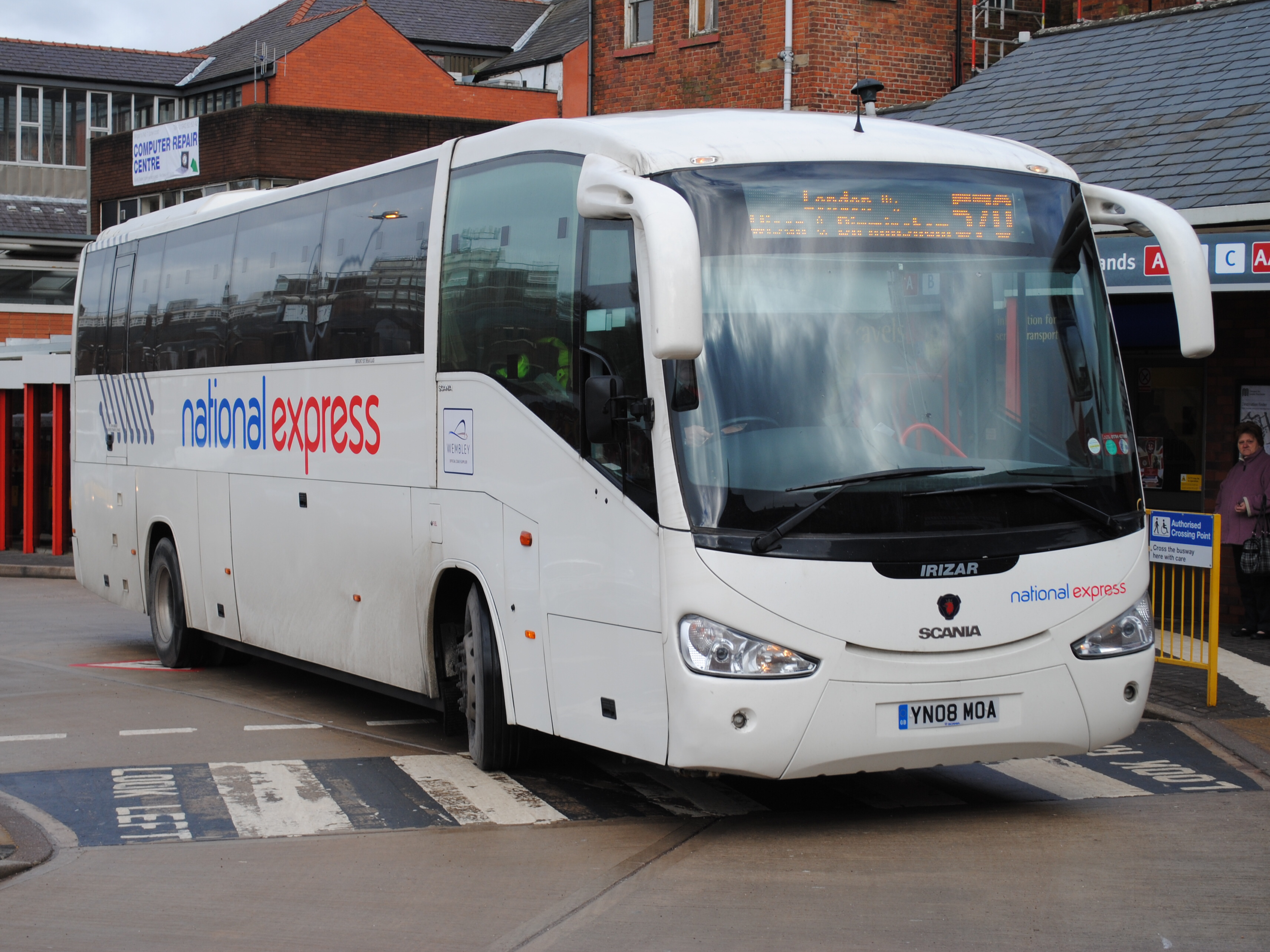
Irizar New Century
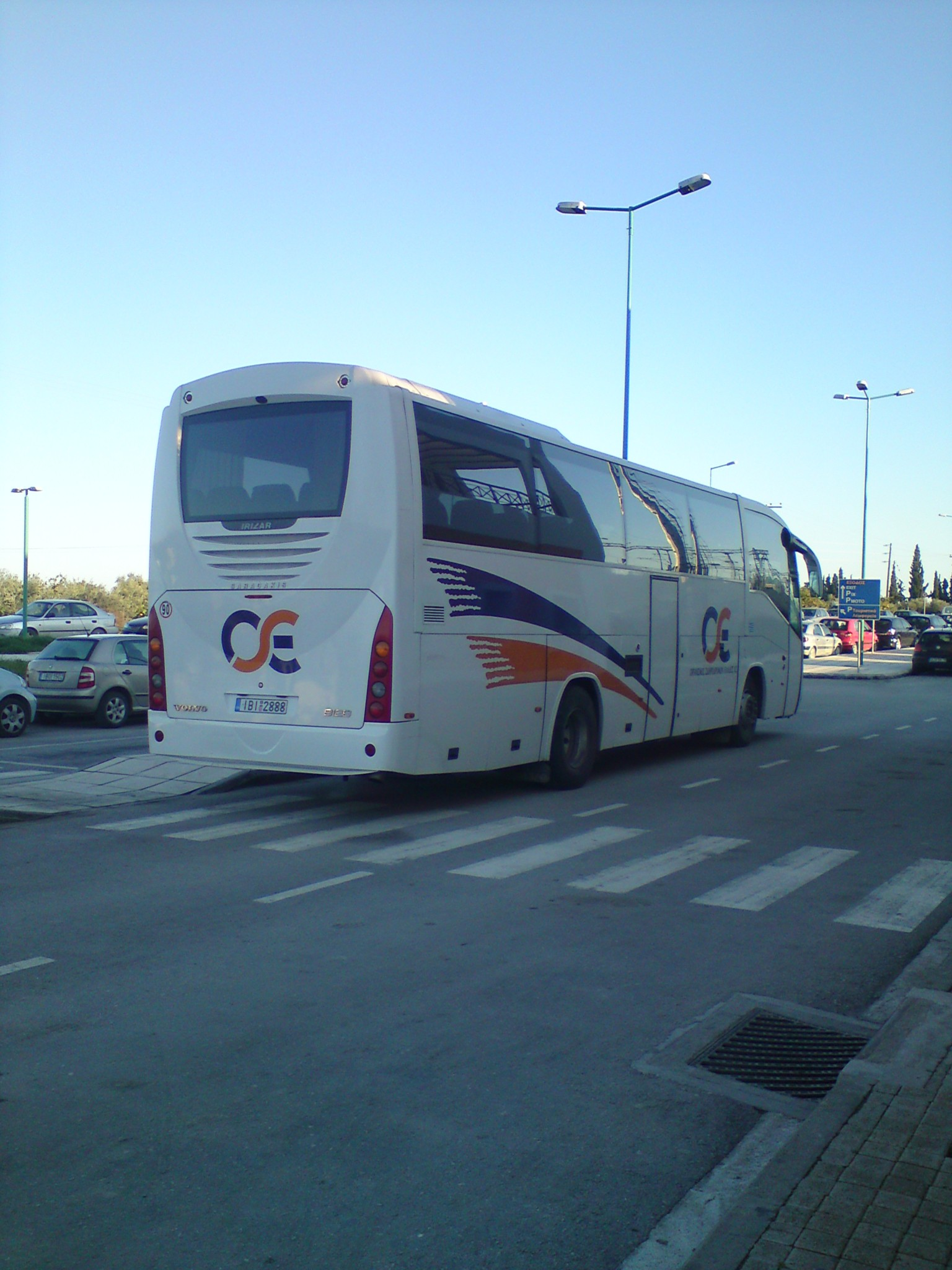
Irizar Century III generacji – widok od tyłu